# Growing Pains
Growing Pains, traducida al idioma español como Los problemas crecen o ¡Ay! cómo duele crecer, es una serie de televisión estadounidense creada por Neal Marlens, producida por la cadena ABC de 1985 a 1992. Esta serie fue protagonizada por Alan Thicke, Joanna Kerns, Kirk Cameron, Tracey Gold, Jeremy Miller y Leonardo DiCaprio.

## Trama
La serie cuenta las aventuras y desventuras de la familia Seaver, quienes viven en Long Island, Nueva York, tratando situaciones de los jóvenes y los padres de una manera inteligente para así llegarle a toda la familia. Los protagonistas de la serie son: el padre, el Dr. Jason Seaver (Alan Thicke), un psiquiatra que ha trasladado su consulta a casa, ya que su esposa, Maggie Malone Seaver (Joanna Kerns), ha vuelto a trabajar como reportera, después de quince años de haber dejado su carrera, para encargarse de sus hijos: el rebelde Mike Seaver (Kirk Cameron), la aplicada Carol Seaver (Tracey Gold) y el travieso Ben Seaver (Jeremy Miller).
Ahora a Jason le toca cuidar de sus tres hijos y desde 1988, se sumó a ellos Chrissy Seaver. Durante sus primeros años ella fue interpretada por las gemelas Kristen Dohring y Kelsey Dohring, quienes alternaban el papel. En 1990 el personaje de Chrissy dio un salto a la edad de seis años, y entonces Ashley Johnson cogió el papel.
Tiempo después se integró el personaje de Luke Browen (Leonardo DiCaprio) a la serie, quien se mudó con los Seaver.
La serie tuvo una gran relevancia en los 80 cuando se hacía cada vez más común que las madres fueran a trabajar mientras que los hombres se encargaban de la casa y los hijos.

## Personajes

### Principales
- Dr. Jason Seaver (Alan Thicke): Padre de la familia Seaver. Es psiquiatra y al inicio de la serie instala su consulta en casa. Más adelante (en la temporada 5) trabaja en otro despacho fuera de casa.
- Maggie Malone Seaver (Joanna Kerns): Madre de la familia. La serie empieza cuando vuelve a trabajar. A lo largo de la serie tiene varios trabajos: primero en la prensa, más adelante en la televisión y después se pone a escribir artículos en el despacho de su casa.
- Mike Seaver (Kirk Cameron): Hijo mayor de la familia. Es mal estudiante. Cuando va a la universidad, termina dando clases a chicos conflictivos. También trabaja de actor.
- Carol Seaver (Tracey Gold): Segunda hija de la familia. Muy buena estudiante. Se matricula en la Universidad de Columbia, habiéndose puesto antes a trabajar. En la última temporada se va a estudiar a Londres.
- Ben Seaver (Jeremy Miller): Tercer hijo de la familia. En su juventud, sigue los pasos de Mike y muestra rebeldía en el instituto.
- Chrissy Seaver (Kristen y Kelsey Dohring (Temporada 5), Ashley Johnson (Temporadas 6-7)): Hija pequeña de los Seaver. Nace a principios de la temporada 4. En las temporadas siguientes crece muy rápidamente, y sus intervenciones son más frecuentes.
- Kate McDonald (Chelsea Noble) (temporada 5 a 7), papel de Kate McDonald, compañera de teatro de Mike Seaver y posterior pareja de Mike Seaver, en el último episodio se comprometen. Su actual cónyuge en la vida real.
- Luke Browen (Leonardo DiCaprio) (Temporada 7): Alumno de Mike abandonado por su padre que se instala un tiempo en la casa de los Seaver.

### Secundarios
- Richard Milhous "Boner" Stabone (Josh Andrew Koenig) (Temporadas 1-4): Mejor amigo de Mike. Muy ingenuo. Se alista en los marines el primer año de universidad.
- Eddie (K.C. Martel): Amigo de Mike durante toda la serie.
- Ed Malone (Gordon Jump): Padre de Maggie. No tiene mucha simpatía con Jason. Fallece en la temporada 6.
- Kate Malone (Betty McGuire): Madre de Maggie.
- "Cochino" Sullivan (Jamie Abbott) (Temporadas 3-7): Mejor amigo de Ben. Tiene fama de no ser muy aseado.
- Julie Costello (Julie McCullough)(Temporadas 4-5): Empieza a trabajar de niñera de Chrissy, y termina siendo novia de Mike, a punto de casarse. Poco antes de la boda, se echa atrás.
- Entrenador Lubbock (Bill Kirchenbauer) (Temporadas 2-3): Profesor de Mike y Carol hasta que le despiden. Protagonizó más adelante un spin-off de esta serie: Just The Ten Of Us (TV Series) - Somos 10 (Serie de TV)
- Willis DeWitt (Sam Anderson): Director del instituto Dewey, donde estudian Mike, Carol y en las últimas temporadas, Ben.

## Episodios
- Anexo:Episodios de Growing Pains

## Retransmisión
La serie se emitió en España en La 1 y La 2 de Televisión Española, y posteriormente por Antena 3. Para toda Hispanoamérica se emitió través del bloque de comedias Nick at Nite, por el canal Nickelodeon, de febrero de 2006 hasta diciembre de 2008. Al iniciar 2009, la serie fue eliminada del bloque.

## Detalles

### Emisión de la serie
- Antes de ser emitida en Nick at Nite, la serie era repetida los fines de semana por la mañana en Warner Channel.
- ABC emitió el último episodio de Growing Pains la misma noche en que finalizaban Who's the Boss? (¿Quién es el Jefe?) y MacGyver.
- Las repeticiones emitidas en Disney Channel hacia fines de los años 1990, eran generalmente los episodios en que aparecía Leonardo DiCaprio debido al interés de las jovencitas que lo habían visto recientemente en la exitosa película Titanic.

### Emisión en otros países
- Growing Pains fue emitida en Japón por la cadena NHK bajo el título de Yukai na Seaver Ke (La Agradable Familia Seaver), entre 1997 y 2000.
- Growing Pains fue emitida en Francia por la cadena Antenne 2 (actual France 2) bajo el título de Quoi de neuf docteur? (¿Qué hay de nuevo doctor?)
- En España emitió varias veces Growing Pains conocida en España como Los problemas crecen la primera vez en La 1 de Televisión Española y después varias veces en La 2 de Televisión Española a finales de la década de los 80' a lo largo de toda la década de los 90' y principios de la década 00'. También se emitió en Antena 3. De 2010 a 2012 se emitió varias veces en Factoría de Ficción.

### Actores
- Al contrario de lo que se muestra en la serie, Kirk Cameron (Mike) es un año menor que Tracey Gold (Carol).
- En la serie aparecieron actores muy conocidos actualmente, como Leonardo DiCaprio, Brad Pitt, Matthew Perry o Hilary Swank.

### Detalles de la serie
- El apellido (Seaver) y el de sus vecinos (Koosman), son los apellidos de los dos mejores pitchers de New York Mets en la temporada 1969: Tom Seaver y Jerry Koosman.
- Los nombres de las escuelas que aparecen en la serie (Alfred Landon Jr. High, Wendell Willkie High School y Thomas Dewey Junior College) pertenecen a los tres candidatos presidenciales derrotados por Franklin D. Roosevelt (Alfred Landon en 1936, Wendell Willkie en 1940, y Thomas E. Dewey en 1944).
- El nombre completo de Ben era Benjamin Hubert Horatio Humphrey Seaver. Aparte de lo divertido que suenan tres nombres con H, Hubert Horatio Humphrey fue un demócrata y que obtuvo el cargo de 38.º vicepresidente de Estados Unidos.